# Paragonimosi
La paragonimosi és una helmintosi de transmissió alimentària causada per trematodes paràsits del gènere Paragonimus, que infecten els pulmons i altres òrgans dels mamífers. Com totes les infeccions per trematodes, es tracta d'una zoonosi, ja que els seus hostes definitus són, majoritàriament, mamífers carnívors consumidors de crustacis, però els humans també ho poden arribar a ser mitjançant la ingesta de crancs o escamarlans, entre d'altres crustacis.
Les infeccions humanes es produeixen en regions endèmiques on la població local consumeix crustacis d’aigua dolça cuinats de manera incorrecta i carn crua de senglar o rosegador que alberga metacercàries encistades. En algunes zones, els senglars i els rosegadors són hostes paratènics, és a dir, hostes intermediaris que no són necessaris pel desenvolupament del paràsit però mantenen el seu cicle vital.
Els cucs adults de Paragonimus es localitzen en el parènquima pulmonar i causen lesions per necrosi dels teixits i per inflamació i fibrosi al voltant dels ous que dipositen. Poden passar a altres òrgans, fins i tot al cor i al cervell, enquistar-se i causar danys greus, inclosa la mort.
Poden arribar a produir fins a 20.000 ous al dia, els quals són ovoides amb una closca gruixida i mesuren aproximadament 100 µm per 55 µm. Normalment hi ha menys de 20 cucs dins de l'hoste que estan parasitant, però poden sobreviure més de 20 anys dins dels humans.

## Història
El primer cas de paragonimosi pulmonar humana va ser ser descrit al 1879 per Ringer. Va trobar cucs adults en el pulmons d'un home portuguès mort a Formosa, al nord de Taiwan. Posteriorment, aquesta troballa es va relacionar amb el paràsit descrit per Westerman al 1878 als pulmons de dos tigres de bengala morts al zoològic d'Amsterdan, però que van ésser capturats a l'Índia. Es va veure que els cucs en l'home portuguès i els dels tigres eren idèntics,i d'aquí va néixer el nom de Paragonimus westermani.
La descripció de la malaltia i dels ous típics que apareixen en l'esput dels pacients, van ser descrits per Manson i Baelz en 1880.

## Epidemiologia i agents causals

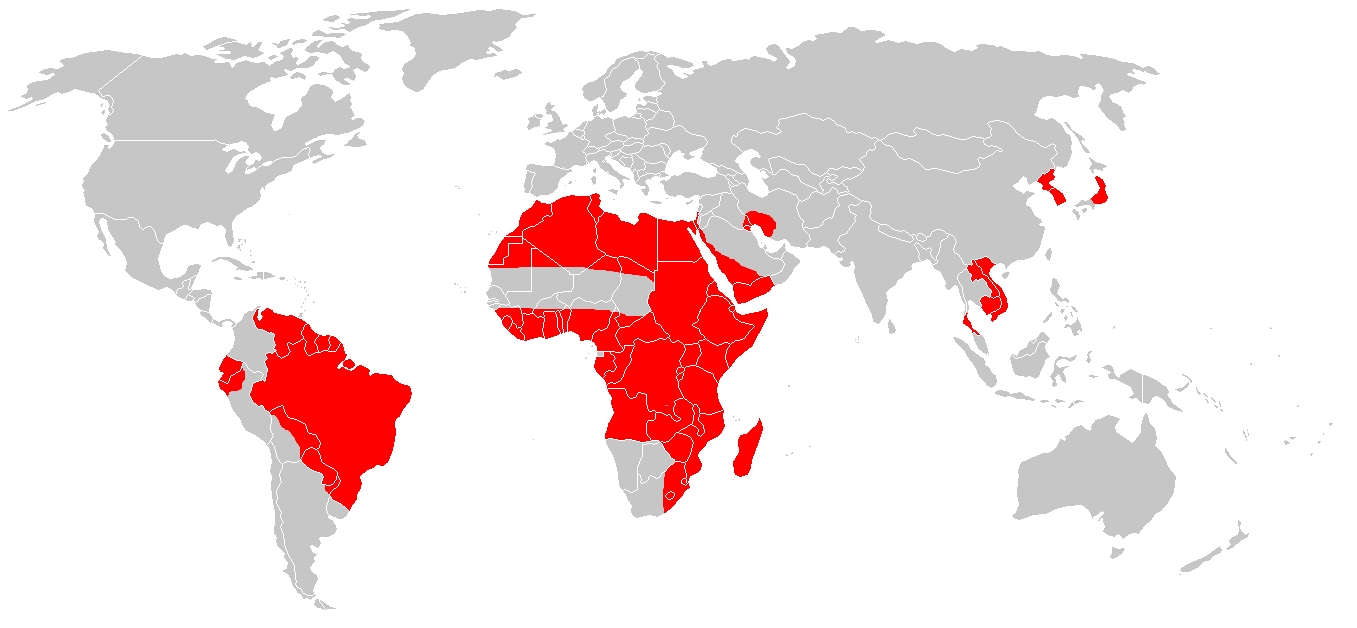
Àrees amb incidència de Paragonimosi

Aquesta zoonosi parasitària predomina a les zones tropicals i subtropicals d'Àsia (Japó, Corea del Sud, Xina, Filipines, Tailàndia, Vietnam i Taiwan), Àfrica (Camerun, Nigèria) i Amèrica Llatina (Equador). S'estima que unes 20,7 milions de persones arreu del món pateixen aquesta malatia i més de 290 milions tenen risc d'infectar-se.
Té una prevalença molt alta a les zones on trobem nombrosos reservoris humans i animals, una abundància del primer i segon hoste intermedi (cargols i crancs o escamarlans, respectivament) i costums alimentaris de menjar marisc cru o poc cuinat.
Un brot causat per Paragonimus sp. que va esdevenir popular va ser a l'any 2006, a California, al comtat d'Orange, on dues persones van ser hospitalitzades amb un paràsit al pulmó. Gràcies a un qüestionari d'antecedents alimentaris es va revelar que aquestes persones van consumir crancs Sawagani vius. Els crancs havien estati mportats i venuts a 16 restaurants de California. Arran d'aquest fet, el Departament de Serveis de Salut de California va advertir dels fets a la població. Es va publicar als titulars dels diaris.

### Agents causals
Paragonimus westermani és l'espècie més distribuïda arreu del món de les espècies conegudes del gènere Paragonimus, éssent Àsia el seu lloc de predominança. Aquesta, juntament amb Paragonimus mexicanus, a Amèrica Central i Amèrica del Sud i Paragonimus africanus a Àfrica, són les especies que més comunament infecten els humans.
Encara que es poc comú, Paragonimus kellicotti (descrit en animals salvatges i domèstics) també pot causar la paragonimosi humana. Van detectar-se diversos casos associats a la ingestió de crancs de riu crus durant viatges en barca a Missouri.
En humans s'han descrit aproximadament 9 espècies de Paragonimus que poden causar la malaltia, entre elles, les principals són Paragonimus westermani, P. africanus, P. heterotremus, P. kellicotti, P. mexicanus, P. siamensis, P. skrjabini, P. skrjabini miyazakii, i P. uterobilateralis.
La paragonimosi cerebral representa un 45% de les paragonimosis extra-pulmonars i és majoritàriament causada per P. westermani, que també pot donar lloc a una infecció espinal, i de forma més minoritària per P. skrjabini, P. skrjabini miyazakii, i P. mexicanus.

## Símptomes
Els símptomes de la paragonimosi pulmonar (forma clínica més freqüent) els podem classificar segons l'etapa en la què es trobi el pacient.
En l'estat inicial es caracteritza per diarrea, dolor abdominal i tòrax, urticària, febre i malestar. Aquesta fase primerenca dura dies o setmanes quan encara els tremàtodes immadurs estan migrant per arribar al diafragma i cavitat pleural. Un cop arriben, es pot desenvolupar dolor pleurític al pit, dispnea, tos i hemoptisi, també anomenat clínicament com expectoració d'esput hemàtic de color "rovellat". A més, durant aquest període es produeix una leucocitosi amb eosinofília, és a dir, presència elevada de leucòcits i eosinòfils a la sang com a signe d'infecció normalment parasitària, i infiltrat pulmonar transitori.
Si els cucs adults arriben a residir als pulmons i produeixen ous, el pacient es trobarà en la fase crònica on apareix la tos crònica, febre, esput amb sang o hemoptisi, anèmia, debilitat i pèrdua de pes. En aquesta etapa, la dispnea, dolor toràcic i febre són menys freqüents.
En general, la infecció pulmonar té una morbiditat elevada i una mortalitat baixa, tret que sigui complicada amb una infecció en òrgans vitals com el cor (infreqüent) i el cervell.
La paragonimosi cerebral és la més freqüent i greu de les afeccions extrapulmonars i està associada a convulsions, mal de cap, alteracions visuals, motores i sensorials, i dèficits a llarg termini. La malaltia es pot confondre amb la meningitis tubercular o el tuberculoma.

## Transmissió
Aquesta malaltia s'adquireix al menjar crustacis d'aigua dolça poc cuits o crancs de riu que contenen metacercàries. Els peixos que es veuen afectats per aquest tremàtode, normalment, procedeixen de cultius aqüícoles. Són parasitats per contacte directe amb aigües contaminades amb residus fecals que contenen els ous, o sinó també per mol·luscs contaminats. Els tremàtodes s'enquisten en la musculatura del peix o s'allotjen en els seus òrgans interns. Al consumir aquests peixos, els humans es poden infectar.
En un estudi realitzat al 2007, es va observar que no únicament la ingesta d'aquests crustacis era una causa d'infecció, sinó que també es pot adquirir per ingestió de carn poc cuita de mamífers com ara aus, porc senglar, etc. A més a més, un altre organisme involucrat en la seva transmissió serien els caragols, hi ha unes 54 espècies que hi participen en aquest procés. Casos més rars inclourien contaminació per ganivets o taules de tallar aliments que no han estat esterilitzats adequadament.
Els estadis larvals del paràsit s'alliberen quan l'aliment es digerit i després migren pel cos fins a arribar als pulmons. La maduració de la larva en adult es produeix entre 6-10 setmanes.

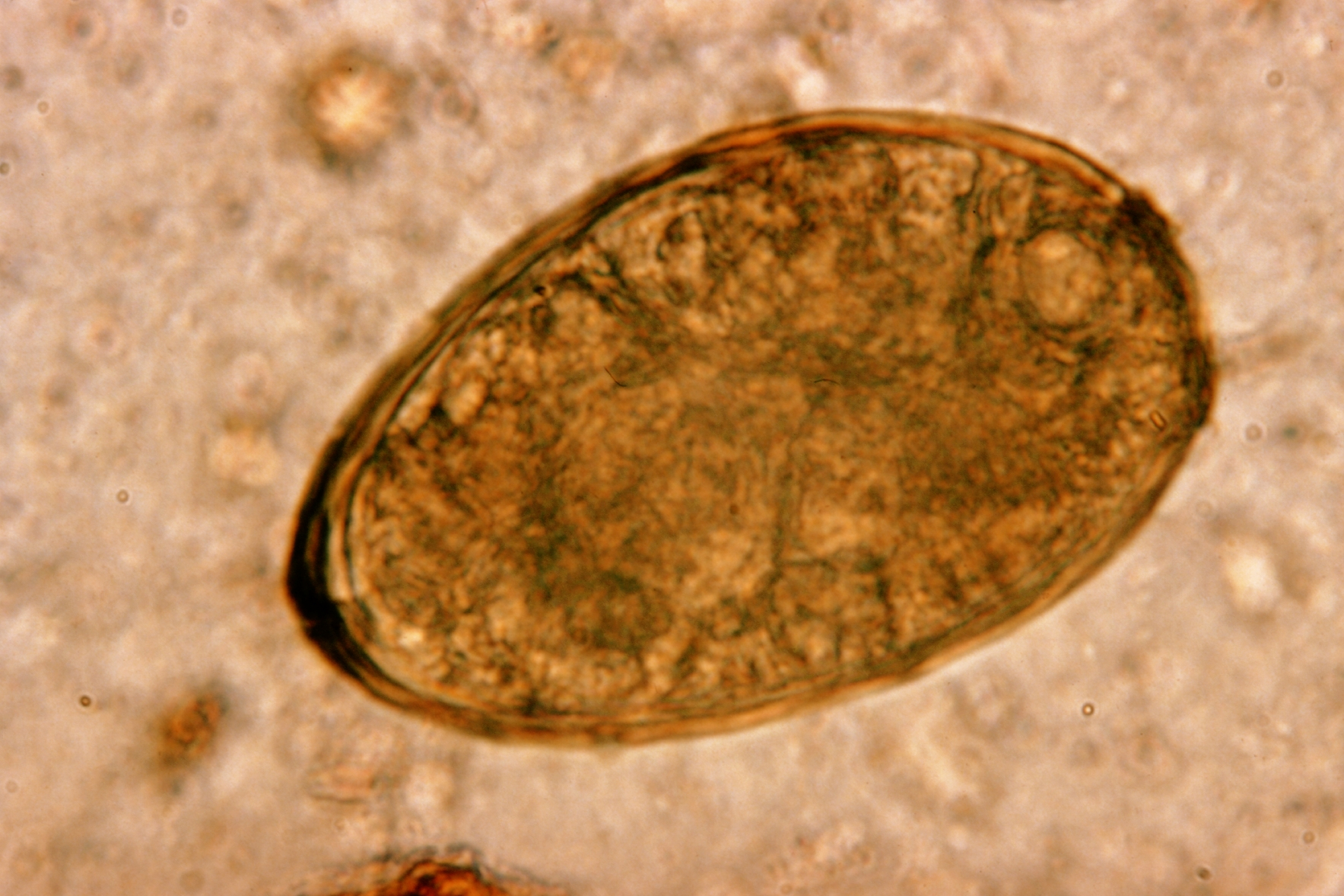
Ou de Paragonimus westermani

En contrast amb altres espècies paràsites, com ara Schistosoma que utilitzen hostes que ajuden a la seva dispersió i eviten una especiació local, les espècies de Paragonimus tendeixen a utilitzar hostes definitius que els proporcionen una alta possibilitat de establir cicles de transmissió local. D'aquesta manera, faciliten la especiació.

## Diagnòstic
El diagnòstic és difícil i acostuma a ser tard ja que els símptomes solen ser inespecífics i hi ha confusió amb el càncer de pulmó i tuberculosi pulmonar. Per al diagnòstic d'aquest tipus d'infecció es poden realitzar tècniques de serologia, parasitologia, radiologia i moleculars. En general, el diagnòstic definitiu és la presència d'ous en pulmons, femta o esput a partir de la biòpsia de teixits però com molts cops són difícils de trobar es consideren les proves immunològiques més sensibles que els exàmens d'esput.

### Serologia
Les proves serològiques són una eina important per al diagnòstic d’infeccions per Paragonimus westermani com les proves d'anticossos específiques basades en antígens d'aquest tremàtode, però l'experiència en el seu ús és limitada. Tot i això, la serologia, comporta una avantatge respecte les altres, és capaç de detectar infeccions passades ja que és una mesura indirecte que ens indica la quantitat d'anticossos específics en sang que té un pacient.
Entre les proves d'aquest tipus que s'estan utilitzant arreu del món, s'han de destacar:
- Prova intradèrmica: s'injecta una determinada quantitat de l'antigen del cuc en la pell de l'avantbraç i s'observa la reacció que provoca, és a dir, la mida del sagnat. És senzilla i econòmica però comporta un elevat percentatge de falsos positius, pot donar reaccions creuades amb altres tremàtodes i les reaccions positives poden persistir en el temps.[1]
- ELISA : hi ha diferents tipus (directe, sandwitch) però en tots es mesura l'afinitat antigen-anticòs, aquest últim del sèrum del pacient sospitós de paragonimosi. El més emprat és l'indirecte que mitjançant a un anticòs secundari unit al complex antigen-anticòs primari i portador d'un enzim que reacciona amb l'addició d'un substrat dona resultats qualitatius. Si es vol quantificar s'ha de realitzar una recta patró. És un mètode complementari molt utilitzat per al diagnòstic de paragonimiasi cerebral i pulmonar per la seva elevada sensibilitat i especificitat.[22]
- Dot-blot ELISA : té els mateixos fonaments que la prova ELISA convencional, la diferència es troba en la visualització dels resultats. Si en la mostra de serúm sospitós de paragonimosi hi ha antigens propis de Paragonimus, veurem un punt en la tira de nitrocel·lulosa.[23]
- Assaig de filtració per immuno-gold (DIGFA): és un kit d'assaig amb membrana de nitrocel·lulosa on s'afegeixen els antígens i sèrum del pacient per a P. westermani. Està catalogat com a prova ràpida ja que no necessita equipament especial ni tècnics amb experiència i els resultats s'obtenen en 10 minuts. També ajuda a distingir entre espècies perquè té una elevada sensibilitat i especificitat (> 92%).[6]
- Western Blot: té una gran importància en els casos de paragonimiasi pulmonar negativa de l'ou i en la cerebral.[24] Els antígens són detectats, després de l'electroforesi en gel, en la transferència a la membrana de nitrocel·lulosa on es troben els anticossos específics.[25]

### Parasitologia
Les tècniques parasitològiques s'utilitzen per detectar ous en l'esput, per tant, només es poden emprar un cop els cucs han arribat als pulmons i han començat a pondre'ls. Permeten quantificar la intensitat de la infecció i així estimar la seva gravetat.
Generalment, la majoria d'infectats no tenen ous detectats a les femtes, l'esput, el fluid de rentat bronchoalveolar, els vessaments pleurals o les biòpsies pulmonars ja sigui perquè són cucs madurs o infeccions precoçs, per exemple, Paragonimus kellicotti no comença a produir ous fins unes 8 setmanes de la infecció. A més, hi ha el risc de transmissió al personal del laboratori. Tot això, provoca que el diagnòstic per parasitològia no sigui l'estratègia principal a seguir.

### Radiologia
Les radiografies de tòrax són variables i no diagnòstiques perquè s'assemblen a les de la tuberculosi. En aquestes s'acostumen a trobar infiltrats pulmonars, vessaments pleural, cavitats, calcificacions i quists. A diferència de la tuberculosi, s'observen cavitats suaus i regulars, i les lesions apicals no són predominants.
En el cas de la paragonimiasi cerebral es realitzen TC (tomografia computada) i ressonàncies magnètiques per observar les lesions en els locis posteriors als hemisferis cerebrals, és a dir, el parietal, occipital i àrea temporal posterior, i si és l'etapa crònica llavors s'acostumen a identificar granulomes calcificats que donen una aparença de bombolla o closca.

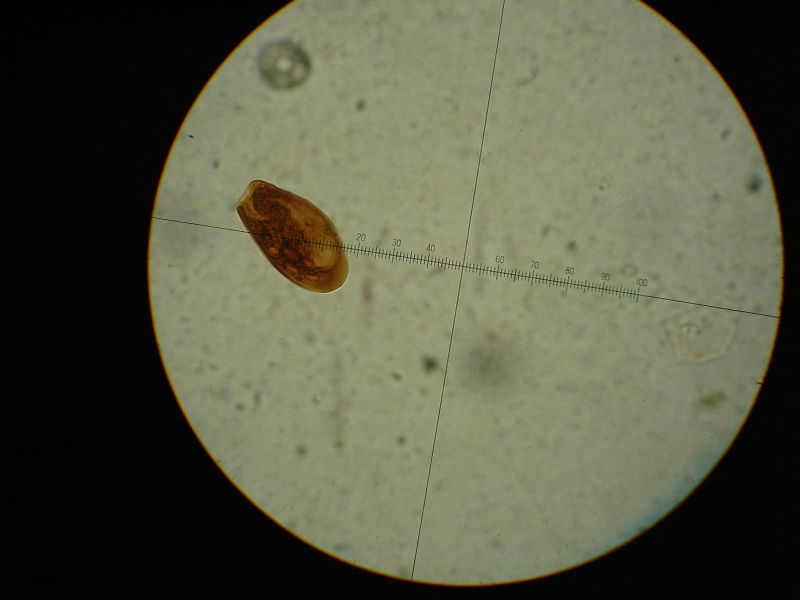
Fase adulta de Paragonimus westermani al microscopi

### Tècniques moleculars
Les tècniques independents de cultiu es basen en la detecció i amplificació del DNA del paràsit. A partir dels ous trobats en els esputs i femtes s'amplifica mitjançant PCR i es seqüència regions ribosòmiques nuclears, d'aquesta manera s'aconsegueix una detecció molt més eficient que no buscar físicament els ous. Per exemple, trobem el protocol d'amplificació isotèrmica per bucle (LAMP) per a P. westermani que utilitza el seu DNA purificat i 4 primers específics per a espècies que reconeixen 6 regions de DNA. A més a més, té un límit de detecció de 10-8 ng/μL de DNA, per tant, és més sensible que la PCR convencional i es pot aplicar al líquid pleural.
També, s'utilitzen per produir antígens de proteïnes recombinants que eviten reaccions creuades.

## Tractament
Un tractament farmacològic eficaç, sempre sota control mèdic, es duu a terme amb praziquantel, el qual és important en la fase inicial de la paragonimiasi cerebral. Altres fàrmacs que també poden ser usats són el Bithionol i Triclabendazol.
Primerament, el fàrmac més usat era el bithionol, però aquest ha quedat en desús ja que el tractament és llarg i té efectes secundaris. Per aquest motiu, actualment, s'utilitzen els altres.
El medicament més utilitzat i recomanat és el Paraziquantel. La dosi que s'administra és de 25mg/kg de pes corporal, 3 vegades al dia durant 2-3 dies consecutius. L'altra droga administrada, el Triclabendazol, és un tractament més senzill. La dosi recomanada és de 20 mg kg, en dues dosis dividides de 10 mg/kg, que s'administraren el mateix dia.
La OMS recomana els dos darrers com a tractament de la paragonimiasi. Preferiblement el tractament amb Triclabendazol ja que com que segueix un règim més simple, els pacients normalment el compleixen. Com que poden tenir contraindicacions o produir efectes col·laterals, només es poden administrats per ordre mèdica, indicacions especialitzades i vigilància professional de l'evolució del pacient.

## Prevenció
En el control i prevenció de la paragonimosi humana, és igual d'important millorar la salut pública com la preparació adequada dels aliments. En aquest últim, es necessari un rentat freqüent de les mans dels preparadors quan es netejen els crustacis, evitar la contaminació dels estris i plats amb metacercàries de crustacis infectats, i cuinar els crancs a una temperatura mínima de 63 °C abans de menjar-los segons recomana la CDC i Food Drug Administration dels Estats Units.
Per exemple, la majoria de casos de paragonimiasi de P. kellicotti als Estats Units van incloure el consum d’alcohol i la intoxicació en acampada i canoes, per tant, els operadors d'aquests llocs també haurien de ser alertats de la necessitat de bullir o cuinar els crancs de riu. Els crancs escabetxats en alcohol també representen un perill, ja que aquest mètode de conservació no és suficient per matar el paràsit.
La prevenció cada cop més s'encamina cap a mètodes educatius i proporcionar informació a les poblacions objectiu que contrauen paragonimiasi de manera poc convencional com els caçadors japonesos dels senglars. La vacunació, probablement es produirà en un futur proper, atesa la necessitat més urgent de vacunacions per a infeccions més prevalents, mèdicament greus i amb un impacte econòmic.

### Normativa
En l'actualitat, el Reglament (CE) nº 853/2004, estableix les normes específiques d'higiene dels aliments d'origen animal. D'acord amb aquest Reglament, els operadors d'empreses alimentàries han de garantir que els productes de la pesca són sotmesos a un tractament per congelació, per tal d'eliminar els paràsits viables que puguin representar un risc per a la salut de consumidor. S’aplica als productes de la pesca destinats al consum sense ser cuinats o pràcticament crus, excepte fumats, escabetxos i salaons.
La legislació també estableix que es necessària una inspecció visual per detectar paràsits en els productes per part dels operadors de les empreses alimentàries. D’aquesta manera, es facilita la identificació i eliminació dels paràsits que podrien estar presents. Aquesta identificació és una tasca que recau en els vaixells factoria i les indústries dedicades a l'elaboració i preparació dels productes de la pesca. Així mateix, les autoritats sanitàries realitzen inspeccions periòdiques per verificar el compliment de les normatives.
En el moment en què es comercialitzen aquests productes, han d'anar acompanyats d'un document de l'operador de l'empresa alimentària que hagi sotmès els productes a congelació, en el qual s'especifiqui el tipus de procés s'ha utilitzat. En el cas de les excepcions, l'operador ha de garantir que els productes procedeixen d'una piscifactoria que reuneix unes condicions concretes requerides que l'eximeixen del tractament per congelació.
Cap àrea de pesca pot ser considerada lliure de paràsits, ni tampoc pot considerar-se que no hi ha presencia d’aquests en aigües destinades a l'aqüicultura. Per la qual cosa, a més d'un rigorós control i seguiment del compliment de les legislacions vigents, cal destacar l'important paper d'una correcta educació sanitària que ens permeti prevenir o reduir la incidència d'aquestes malalties causades per consum de peix parasitat.

## Cicle biològic del paràsit

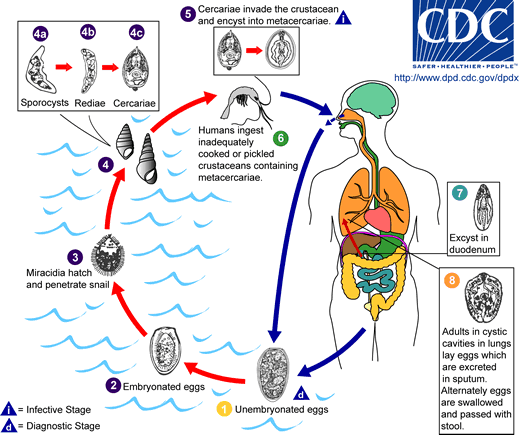
Cicle de Paragonimus

Les espècies de Paragonimus segueixen les etapes típiques del cicle de vida dels trematodes, parasitant varis hostes (tres en aquest cas) tant vertebrats com invertebrats.
Les formes adultes habiten i es reprodueixen en els pulmons dels mamífers (inclosos els humans, encara que sigui de forma accidental) mentre que els estadis larvaris tenen lloc en caragols i crancs.
Infecten el mamífer (entre els hostes habituals de P.westermani es troben els gossos, gats, rates i humans) en forma de metacercària i, quan arriben a l'intestí d'aquests, es desencisten. Les metacercàries travessen la paret del budell, accedeixen al peritoneu i d'allà migren a l'espai pleural a través del diafragma. Finalment, serà al teixit pulmonar on es desenvolupin els adults formant cists (d'uns 10 a 15mm de diàmetre) i on els ous seran alliberats. Aquests ous s'expulsen a l'exterior via bronquial mitjançant l'esput o, en cas d'haver estat deglutits, s'eliminen per la femta.
Els ous continuaran el seu desenvolupament en medi dulciaqüícola, eclosionaran i donaran lloc a embrions madurs o miracidis, els quals cercaran i penetraran dins el seu primer hoste intermediari: els caragols. Dins aquests, els miracidis es transformaran en esporocists, d'on emergiran les redies, que al seu torn donaran lloc a les cercàries. Aquestes últimes penetraran el seu segon hoste intermediari: els crancs. En aquests adoptaran la forma de metacercària i podrà infectar els mamífers mitjançant la ingesta del crustaci infectat, cru o insuficientment cuit.